# تسوباسا نیشیدا
تسوباسا نیشیدا (ژاپنی: 西田 翼؛ زادهٔ ۲۶ ژوئن ۱۹۹۰) یک بازیکن فوتبال اهل ژاپن است.
از باشگاه‌هایی که در آن بازی کرده‌است می‌توان به باشگاه فوتبال ایماباری، باشگاه فوتبال آزول کلارو نومازو و باشگاه فوتبال ریوکیو اشاره کرد.